# Harburger Schloss

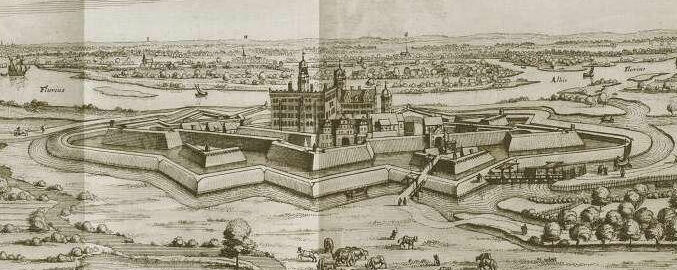
Schloss und Stadt Harburg 1654 auf einem Merian-Stich, um 1650

Das Harburger Schloss liegt auf der Harburger Schlossinsel im Harburger Binnenhafen. Es ist das älteste bauliche Zeugnis des heutigen Hamburger Stadtteils Hamburg-Harburg. Das Schloss ist der Entstehungskern der Siedlung Harburg, der späteren Stadt Harburg/Elbe. Es wurde mehrfach zerstört. Heute ist nur noch ein baulich stark veränderter Seitenflügel erhalten.

## Geschichte

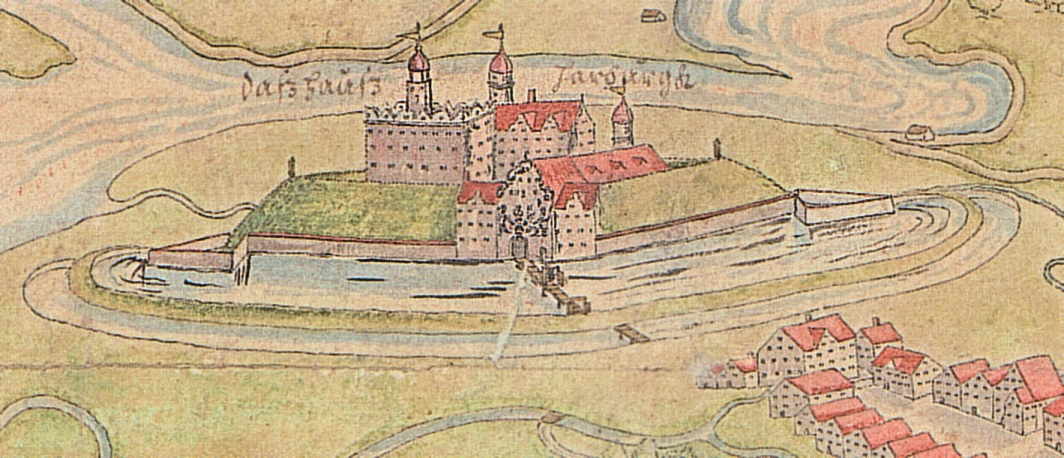
Schloss Harburg, 1620

Die Burg wurde zwischen 1133 und 1137 erstmals als Horeburg (Burg im Sumpf/Moor) urkundlich erwähnt. Scherbenfunde lassen auf ihre Existenz schon mindestens im frühen 11. Jahrhundert schließen. Die Burg wurde auf einer Sandinsel in morastiger Umgebung an der heutigen Süderelbe vermutlich als Grenzfestung der Grafen von Stade errichtet. Wahrscheinlich diente der Stützpunkt auch für die geplante Kolonisierung der südelbischen Marschgebiete. Im Jahre 1257 gelangte die Burg in den Besitz der Welfenherzöge und sicherte die nordwestliche Grenze des Herzogtums Braunschweig-Lüneburg.
Der heute an dieser Stelle noch erhaltene Bau lässt auf den ersten Blick weder auf eine Burg noch auf eine ehemals herrschaftliche Schlossanlage schließen. Die Kellergewölbe und Teile der Außenmauern sind jedoch wahrscheinlich aus dem 14. Jahrhundert. Die Burg wurde 1527 zum Residenzschloss (bis 1642) der Herzöge von Braunschweig-Lüneburg, einer Nebenlinie der Welfen. Diese bauten es zu einem Renaissance-Schloss aus. Seit 1620/1621 bestand die Anlage aus drei Gebäudeflügeln.

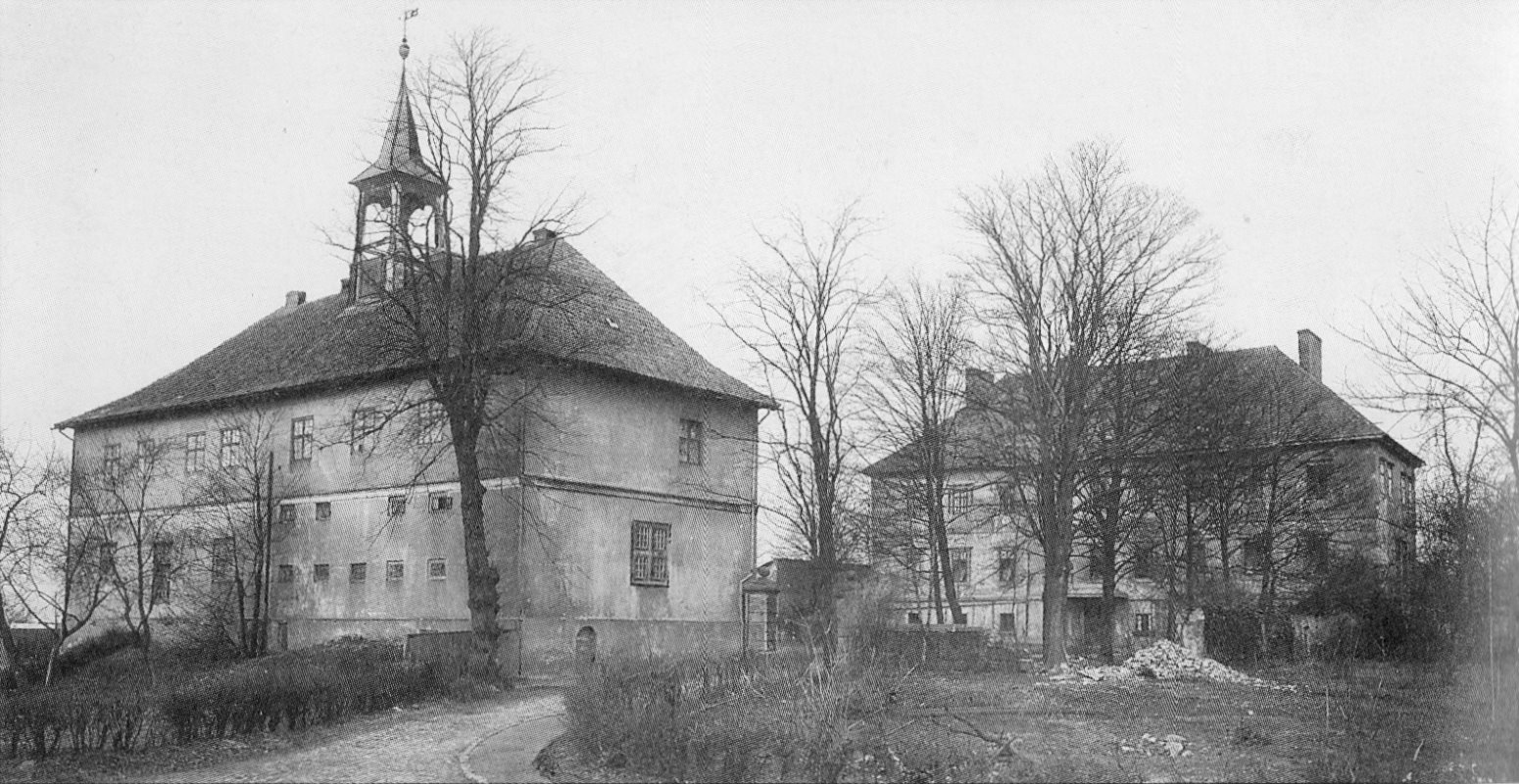
Harburger Schloß um 1890

1644, im Dreißigjährigen Krieg, wurde es zur Barockfestung umgebaut und die Schlossinsel erhielt ihre fünfeckige Sternform. Dafür musste ein Teil der Häuser, das Kaufhaus, die Waage und die Marienkirche der Stadt Harburg abgetragen werden. Die Stadt hatte sich am Verbindungsdamm zwischen Burg und Geest aus einer Siedlung von Burgmannen, Handwerkern und anderen der Versorgung der Burg dienenden entwickelt. Die Umrisse dieser Zitadelle sind an den Kaikanten der Schlossinsel noch heute teilweise erhalten. 1656 wurde Henrik Ruse von Christian Ludwig von Braunschweig-Lüneburg beauftragt mit der Erneuerung der Festung, entworfen von Percheval.
Im Siebenjährigen Krieg wurde das Schloss 1757 durch französische Truppen belagert und beschossen. 1813, während der französischen Besatzung durch Napoleons Truppen, wurde es durch einen Brand erneut beschädigt.
Nach 1813 wurden die damals noch erhaltenen Teile des Komplexes zum Sitz des Amtes Harburg. Zur Mitte des 19. Jahrhunderts begann die Entwicklung des Harburger Hafens zum industriell genutzten Hafengebiet. Es folgte der Ausbau der Hafenbecken unter teilweiser Einbeziehung der Schlossgräben. 1898 ging die Anlage an Reinhold F. Holtz und die von ihm zuvor übernommene Schlosswerft. Der heute noch vorhandene Flügel wurde 1900 zu einem Arbeiterwohnhaus umgebaut.

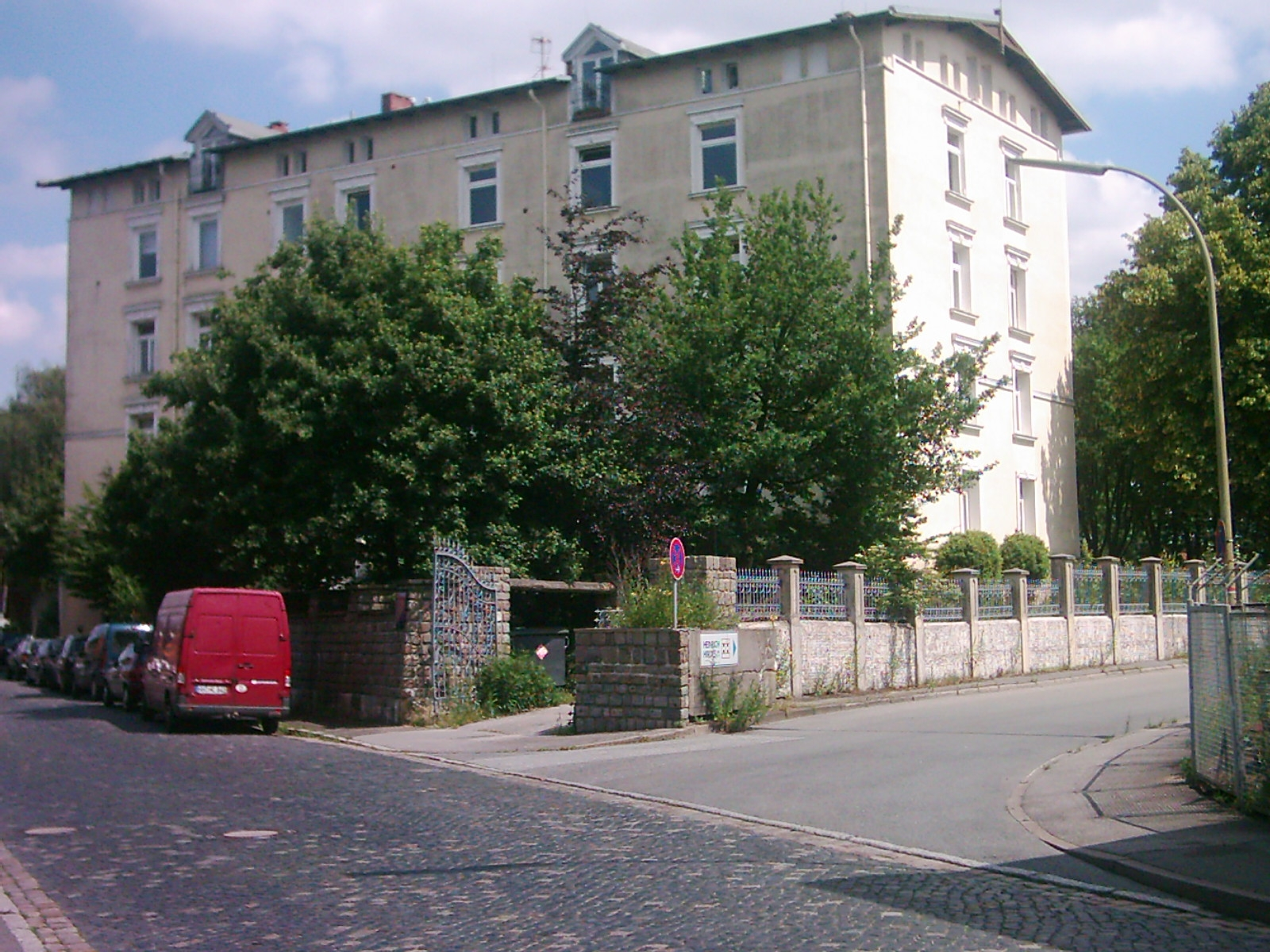
Der Rest des Harburger Schlosses

Der 1944 eingetragene Denkmalschutz wurde 1950 aufgehoben. 1972 wurde der Ostflügel abgerissen. 1988 wurde der Rest erneut in die Denkmalschutzliste eingetragen.
Nach Aussage des Archäologen Rainer-Maria Weiss sah das Schloss in seiner Blütezeit aus wie das in Ahrensburg oder das in Celle mit Türmen, Dachreitern und Erkern.
Im Anschluss an die laufende Renovierung des Harburger Schlosses ist die Einrichtung einer dauerhaften Ausstellung zur Entstehungsgeschichte der Stadt Harburg im Kellergewölbe des ehemaligen Schlosses geplant. Die Eröffnung als Außenstelle des Archäologischen Museums Hamburg ist für das Jahr 2027 geplant.

## Schlösser im Hamburger Stadtgebiet
Das Bergedorfer Schloss ist heute das einzig vollständig erhaltene Schloss auf Hamburger Stadtgebiet.